# فيليسي ليوناردو
فيليسي ليوناردو (بالإيطالية: Felice Leonardo)‏ هو عالم عقيدة إيطالي، ولد في 9 مارس 1915 في بيتراميلارا في إيطاليا، وتوفي في 15 أبريل 2015 في روكامونفينا في إيطاليا.